# Dalstuga
Dalstuga är en ort i Rättviks socken i Rättviks kommun i Dalarnas län. Fram till och med 2005 klassades orten som en småort.